# Sergi Estella
Sergi Estella és un cantant català, músic multiinstrumentista i compositor estilísticament relacionat amb el blues, el folk nord-americà, el southern rock i el rock and roll. Actualment toca en solitari, emulant els populars one man band (artistes en solitari que toquen més d'un instrument, home orquestra) del blues estatunidenc.

## Biografia
Estella estudià magisteri musical a la Universitat de Barcelona (2010) i el grau mitjà a L'Aula (Conservatori de Jazz i Música Moderna del Liceu, 2011). És conegut per fer-se ell mateix els instruments; així toca amb guitarres fetes a partir d'un cos d'escombra, llaunes de cervesa o també un calaix amb una aixeta de la que hi raja vi, etc. Seguint l'estètica blues, en les seves lletres parla de fets quotidians i vivencies pròpies, tant en català com en anglès, amb un humor satíric que també queda palès en la seva posada en escena.

### Inicis
Sergi Estella començà a tenir una major ressò mediàtic al 2012, any en què guanyà el concurs Sona9 amb una formació de blues, el duet Empty Cage. Altres formacions en les que ha participat són Solà & Estella i Veil and The Killing Hits.

### Carrera en solitari
El 2017 inicià la seva carrera en solitari amb la publicació del seu primer disc, Ho superes i et fots, amb lletres íntegrament en català, i enregistrat a la Bucbonera Studios de Caldes de Montbui. En el seu segon àlbum, Blood Like Wine, també autoeditat, ha estat gravat als estudis Tape Tone, a Terrassa. En aquest trobem lletres en anglès, alhora que explora en rock sureny i el folk nord-americà introduint nous instruments com el banjo o el dobro. Entre les seves influències es poden citar bandes com Left Lane Cruiser, i músics com Scott H. Biram, Justin Townes Earle o Johnny Cash, dels que en fa versions en els seus directes.
Estella ha tocat en escenaris molt diversos per la geografia catalana aquests últims deu anys, d'entre els que podem destacar la ja desapareguda sala Rocksound de Barcelona, el festival Barnasants, La Capsa, el Festival de Blues de Cerdanyola del Vallès, el Rootsound Festival de Barcelona o la sala Deskomunal de Barcelona, presentant el seu segon disc. Així mateix, també ha participat en festivals internacionals com el Villa Sessions Blues Festival, un festival de blues que se celebra a Vila do Conde, a Portugal. Sergi Estella és un artista polifacètic que fins i tot dirigeix activitats per a la infància, on aprenen a fer instruments musicals. A finals 2019 s'uneix al Circ Pistolet per posar música al projecte de circ «Pot ser no hi ha final», que la pandèmia endarrerí, si bé finalment s'estrenà el desembre de 2020. L'estiu de 2022 tocà l'Smoking Guitar Festival a Pleutersbach (Baden-Württemberg), en el marc d'una gira per Alemanya i Itàlia.

## Premis
- Concurs Sona9 amb el duet Empty Cage (2012)[13]
- Primer premi del C. B. Gitty International Cigar Box Video Playoffs (2021)[14]

## Discografia

### Discos publicats en formacions
- Sergi Estella i els assaltadors de tàlems (Sonitrons, 2010)[15]
- Tal com raja (2013) amb la formació Empty Cage[13]
- Moneda de tres cares (2019) amb la formació Empty Cage[16]

### Discos en solitari
- Ho superes i et fots (autoeditat, 2017)[15]
- Blood like wine (autoeditat, 2021)